# Peter Glaser

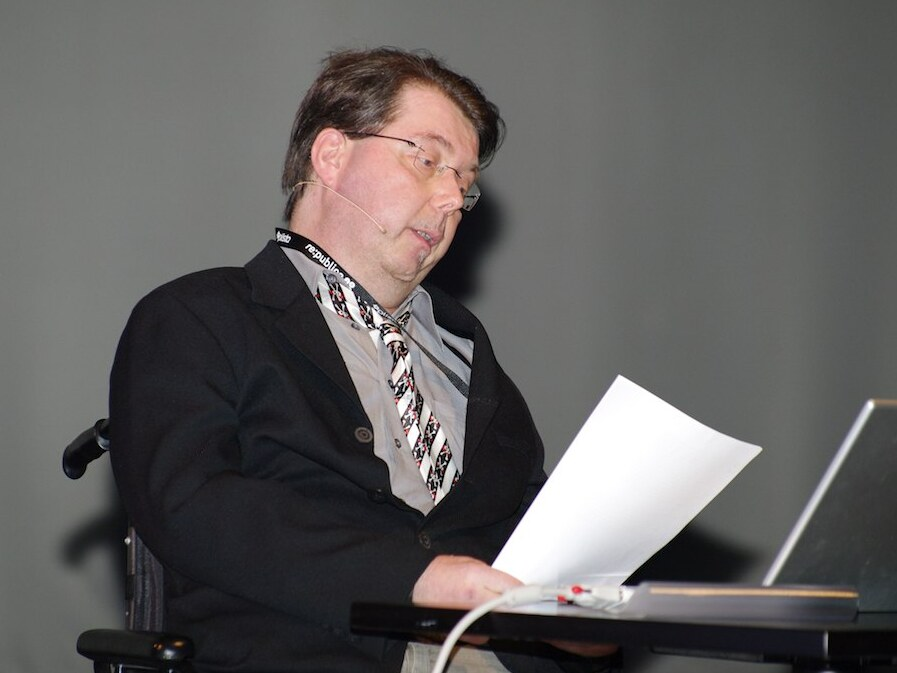
Peter Glaser bei einem Vortrag auf der re:publica, 2010

Peter Glaser (* 30. Juni 1957 in Graz) ist ein österreichischer Schriftsteller und Journalist.

## Leben und Wirken
Peter Glaser wurde 1957 als Sohn eines Ingenieurs in Graz geboren. Als Kind interessierte er sich nach eigener Aussage besonders für Raumfahrt und Technik.
Im Jahr 1980 brach er die Schule ein Jahr vor der Matura ab und zog nach Düsseldorf. Als prägend für seine damalige Entwicklung wurde die Band Kraftwerk bezeichnet. Glaser sammelte beim Stadtmagazin Überblick erste Erfahrungen mit Setzmaschinen (dem Composer der Firma IBM) und daraus folgend mit anderen Computern. Nach einem musikalischen Intermezzo als Mitglied des Musikprojekts O.R.A.V.s (= Ohne Rücksicht auf Verluste) zusammen mit seinem Grazer Jugendfreund Xao Seffcheque, Peter Hein und Thomas Schwebel zog es ihn 1984 nach Hamburg.
Dort veröffentlichte er im Rowohlt Verlag sein erstes Buch. Anschließend arbeitete Glaser zunächst als Redakteur und später als Chefredakteur der Zeitschrift Die Datenschleuder des Chaos Computer Clubs. Einer breiten Öffentlichkeit wurde er durch seine Kolumne Glasers heile Welt bekannt, die von 1986 bis 1996 im Magazin Tempo erschien. Danach arbeitete er als Redakteur für die Illustrierte Konr@d sowie als Kolumnist für Die Woche und die Schweizer Lifestyle-Zeitschrift Faces.
Er ist Ehrenmitglied des Chaos Computer Clubs.
Seit März 2006 publiziert Peter Glaser regelmäßig im Blog der Online-Ausgabe der deutschen Technology Review. Auch auf dem Internetportal futurezone schreibt er regelmäßig Beiträge. Ferner ist Glaser der Stuttgarter Zeitung verbunden: Seit 2000 erschien dort alle zwei Wochen eine Netzkolumne, seit Juli 2008 führt er das Blog Glaserei, welches seit 2013 im Rahmen der Blogs der NZZ betrieben wird. Sowohl die Kolumnen als auch das Blog beschreiben Bemerkenswertes, Phänomene und Kuriosa aus der digitalen Welt.
Im Jahr 2002 gewann Glaser den Ingeborg-Bachmann-Preis für seine Erzählung Geschichte von Nichts. Er war von 2003 bis 2007 Jury-Mitglied des Grimme Online Award. Mittlerweile lebt und arbeitet er in Berlin-Spandau. Glaser selbst beschreibt sich in einem Kurzeintrag folgendermaßen:

„Peter Glaser, 1957 als Bleistift in Graz geboren, wo die hochwertigen Schriftsteller für den Export hergestellt werden. Lebt als Schreibprogramm in Berlin. Computerinteressiert. Ehrenmitglied des Chaos Computer Clubs.“

Glaser lebt in Berlin. Aufgrund von Rheuma sitzt er im Rollstuhl.

## Preise
- 2002: Ingeborg-Bachmann-Preis

## Werke
- mit Niklas Stiller: Der große Hirnriß. Neue Mitteilungen aus der Wirklichkeit. Rowohlt, Reinbek 1983, ISBN 3-499-15112-X.
- Peter Glaser (Hrsg.): Rawums. Texte zum Thema. Kiepenheuer & Witsch, Köln 1984, ISBN 3-462-01614-8.
  - Darin: Zur Lage der Detonation – Ein Explosé (S. 9–21).
- Schönheit in Waffen. Stories. Kiepenheuer & Witsch, Köln 1985, ISBN 3-462-01731-4.
- Vorliebe. Journal einer erotischen Arbeit. Rowohlt, Hamburg 1986, ISBN 978-3-499-15719-6.
- Glasers heile Welt. Peter Glaser über Neues im Westen. Kiepenheuer & Witsch, Köln 1988, ISBN 3-462-01923-6.
- 24 Stunden im 21. Jahrhundert. Online sein. Zu Besuch in der neuesten Welt. Zweitausendeins, Frankfurt am Main 1995, ISBN 3-86150-125-2.
- Online-Universum. Meiré und Meiré und Peter Glaser loggen sich ein. Metropolitan, Düsseldorf 1996, ISBN 3-89623-016-6 (Meiré und Meiré).
- Geschichte von Nichts. Erzählungen. Kiepenheuer & Witsch, Köln 2003, ISBN 3-462-03310-7.